# Шева (ваздухопловна једрилица)
Шева је клизач за основну обуку пилота мешовите конструкције (претежно дрво и платно) с подтрупном скијом за слетање, који је конструисао инжењер Иво Шоштарић 1939. године.

## Пројектовање и развој
У току летних испитивања клизача "Врабац" 1939. године, на предлог пробног пилота Аце Станојевића, инжењер Иван Шоштарић је пројектовао једну варијанту клизача који је уместо подупртих крила имао изнад крила пирамиду која је служила да се крила затегну са горње стране а са доње стране крила су такође жичаним затегама била причвршћена за тело клизача, исто ка што је то направљено код клизача Цеглинг. Ова подваријанта која је имала исте димензије као и клизач "Врабац" а названа је "Шева".

### Технички опис
Шева је клизач састављен од крила, решеткастог трупа и репа. Крило је постављено на горњој ивици трупа тако да је ова летелица класификована као висококрилни моноплан. На почетку трупа, (решеткаста конструкције чије су носеће греде и упорнице између њих од пуног материјала) се налази седиште пилота а на крају вертикални стабилизатор репа. Пилот нема кабину него седи на отвореном. На горњој греди трупа су причвршћени крило и хоризонтални стабилизатор а за доњу греду је причвршћен клизач у облику греде од пуног дрвета. Сви елементи клизача (труп, крило и репне површине) су додатно везани и учвршћени (затегнути) челичним жицама-затезачима.
Крило је правоугаоног облика и има класичну дрвену конструкцију са две рамењаче. Крило је обложено импрегнираним платном а са доње и горње стране (за пирамиду) затегнуто је жичаним затезачима. Управљачки механизам летелице је челичним сајлама повезен са извршним органима кормилима и крилцима. Репне површине су као и крило дрвене конструкције обложене платном.

## Карактеристике
Карактеристике наведене овде се односе на једрилицу "Шева" а према изворима
| Финеса      | 1 : 11,7 при брзини 54 km/h |
| Перформансе | - максимална брзина 70 km/h - минимална брзина 42,5 km/h - макс. брзина аеро вуче 70 km/h - макс. брзина витло 60 km/h - минимално пропадање 1,17 m/s при брзини 47 km/h   |
| Димензије   | - размах крила 10,00m - површина крила 15,00m² - виткост 7,00 - аеропрофил крила - макс. оптерећење крила; 11,3 kg/m² - дужина трупа 6,00m - ширина трупа m - висина 2,15m |
| Маса        | - сопствена 90 kg - полетна 170 kg - водени баланс; нема |

## Оперативно коришћење
Фабрика Утва је уочи рата добила поруџбину за израду 5 клизача Шева са роком испоруке 1941. година. У току производње ових једрилица Немачка је априла 1941. године напала Југославију и на тај начин је дошло до прекида производње и испоруке ових једрилица. После завршетка рата (1946) од сачуваних делова произведених пре рата комплетирано је две једрилице "Шева" а остали делови су искоришћени за продукцију клизача "Врабац". Серијска производња једрилица "Шева" није настављена после рата.

## Сачувани примерци
Није сачуван ниједан примерак ове једрилице.

## Земље које су користиле ову једрилицу
- Југославија